# Emiliano Insúa
Emiliano Adrián Insúa Zapata (Buenos Aires, 7 gennaio 1989) è un ex calciatore argentino, di ruolo difensore.

## Caratteristiche tecniche
Gioca come terzino sinistro, abile tatticamente, può agire anche come esterno di centrocampo sempre sulla fascia sinistra e all'occorrenza può essere impiegato come difensore centrale.

## Carriera

### Club
Giovanissimo, inizia a giocare a calcio nel Pinocho, una piccola squadra giovanile argentina, per poi in seguito trasferirsi nelle giovanili del Boca Juniors. Nel gennaio del 2007 approda in Inghilterra, al Liverpool, alle dipendenze di Rafael Benítez, con la formula del prestito per un anno e mezzo. Debutta il 28 aprile dello stesso anno contro il Portsmouth: durante la stagione apparirà soltanto un'altra volta in prima squadra.
L'anno seguente trova però successo nelle giovanili del club, diventando campione d'Inghilterra in Premier Reserve League, il campionato delle riserve e delle giovanili. Rafael Benítez, offrì pertanto al giocatore un contratto triennale, riscattandolo anzitempo dal prestito dal Boca Juniors. Insúa ha firmato il contratto il 2 giugno del 2008 e ha ottenuto la maglia numero 22 per la stagione 2008-2009, collezionando varie presenze, sostituendo Fábio Aurélio e Andrea Dossena.
Il 31 agosto 2010 viene ceduto in prestito al Galatasaray. Tornato dal prestito col Galatasaray il giocatore non rientra più nei piani del Liverpool e quindi, il 27 agosto 2011, viene ceduto allo Sporting Lisbona, con cui firma un contratto quinquennale. Il 29 settembre seguente, nella gara di Europa League contro la Lazio (2-1), segna il suo primo gol in una competizione europea. Il 25 gennaio 2013 viene acquistato dall'Atlético Madrid per 4,5 milioni di euro. Nella stagione 2014-2015 gioca in prestito al Rayo Vallecano.
L'11 luglio 2015 viene prelevato dallo Stoccarda a titolo definitivo.

### Nazionale
Nel 2007 ha vinto il Campionato mondiale di calcio Under-20 con l'Argentina, disputando da titolare tutte le partite. Nell'ottobre 2017 dopo più di sei anni dall'ultima partita, torna in nazionale venendo convocato dal CT. Jorge Sampaoli, per le due amichevoli in programma l'11 e 14 novembre, rispettivamente contro Russia e Nigeria..

## Statistiche

### Presenze e reti nei club
Statistiche aggiornate al 27 novembre 2023.
| Stagione                | Squadra                 | Campionato              | Campionato | Campionato | Coppe nazionali | Coppe nazionali | Coppe nazionali | Coppe continentali | Coppe continentali | Coppe continentali | Altre coppe | Altre coppe | Altre coppe | Totale | Totale |
| Stagione                | Squadra                 | Comp                    | Pres       | Reti       | Comp            | Pres            | Reti            | Comp               | Pres               | Reti               | Comp        | Pres        | Reti        | Pres   | Reti   |
| ----------------------- | ----------------------- | ----------------------- | ---------- | ---------- | --------------- | --------------- | --------------- | ------------------ | ------------------ | ------------------ | ----------- | ----------- | ----------- | ------ | ------ |
| gen.-giu. 2007          | Liverpool               | PL                      | 2          | 0          | FACup+CdL       | 0               | 0               | UCL                | -                  | -                  | CS          | -           | -           | 2      | 0      |
| 2007-2008               | Liverpool               | PL                      | 3          | 0          | FACup+CdL       | 0               | 0               | UCL                | -                  | -                  | -           | -           | -           | 3      | 0      |
| 2008-2009               | Liverpool               | PL                      | 10         | 0          | FACup+CdL       | 1+2             | 0               | UCL                | 0                  | 0                  | -           | -           | -           | 13     | 0      |
| 2009-2010               | Liverpool               | PL                      | 31         | 0          | FACup+CdL       | 2+1             | 0+1             | UCL+UEL            | 6+4                | 0                  | -           | -           | -           | 44     | 1      |
| Totale Liverpool        | Totale Liverpool        | Totale Liverpool        | 46         | 0          |                 | 6               | 1               |                    | 10                 | 0                  |             | -           | -           | 62     | 1      |
| 2010-2011               | Galatasaray             | SL                      | 16         | 0          | TK              | 3               | 0               | UEL                | -                  | -                  | -           | -           | -           | 19     | 0      |
| 2011-2012               | Sporting Lisbona        | PL                      | 24         | 0          | CP+CdL          | 7+2             | 2+0             | UEL                | 12                 | 4                  | -           | -           | -           | 45     | 6      |
| 2012-gen. 2013          | Sporting Lisbona        | PL                      | 13         | 0          | CP+CdL          | 1+2             | 0               | UEL                | 5                  | 0                  | -           | -           | -           | 21     | 0      |
| Totale Sporting Lisbona | Totale Sporting Lisbona | Totale Sporting Lisbona | 37         | 0          |                 | 12              | 2               |                    | 17                 | 4                  |             | -           | -           | 66     | 6      |
| gen.-giu. 2013          | Atlético Madrid         | PD                      | 3          | 0          | CR              | 0               | 0               | UEL                | 0                  | 0                  | SU          | -           | -           | 3      | 0      |
| 2013-2014               | Atlético Madrid         | PD                      | 6          | 0          | CR              | 4               | 0               | UCL                | 4                  | 0                  | SS          | 0           | 0           | 14     | 0      |
| Totale Atlético Madrid  | Totale Atlético Madrid  | Totale Atlético Madrid  | 9          | 0          |                 | 4               | 0               |                    | 4                  | 0                  |             | 0           | 0           | 17     | 0      |
| 2014-2015               | Rayo Vallecano          | PD                      | 23         | 1          | CR              | 0               | 0               | -                  | -                  | -                  | -           | -           | -           | 23     | 1      |
| 2015-2016               | Stoccarda               | BL                      | 33         | 0          | CG              | 4               | 0               | -                  | -                  | -                  | -           | -           | -           | 37     | 0      |
| 2016-2017               | Stoccarda               | ZL                      | 34         | 1          | CG              | 2               | 0               | -                  | -                  | -                  | -           | -           | -           | 36     | 1      |
| 2017-2018               | Stoccarda               | BL                      | 25         | 0          | CG              | 2               | 0               | -                  | -                  | -                  | -           | -           | -           | 27     | 0      |
| 2018-2019               | Stoccarda               | BL                      | 27+1       | 2          | CG              | 1               | 0               | -                  | -                  | -                  | -           | -           | -           | 29     | 2      |
| 2019-gen. 2020          | Stoccarda               | ZL                      | 6          | 0          | CG              | 0               | 0               | -                  | -                  | -                  | -           | -           | -           | 6      | 0      |
| Totale Stoccarda        | Totale Stoccarda        | Totale Stoccarda        | 125+1      | 3          |                 | 9               | 0               |                    | -                  | -                  |             | -           | -           | 135    | 3      |
| 2020                    | LA Galaxy               | MLS                     | 19         | 0          | -               | -               | -               | -                  | -                  | -                  | MiB         | 3           | 0           | 22     | 0      |
| 2021                    | Aldosivi                | PD                      | 20         | 0          | CA+CdL          | 0+5             | 0               | -                  | -                  | -                  | -           | -           | -           | 25     | 0      |
| 2022                    | Racing Club             | PD                      | 20         | 0          | CA+CdL          | 1+13            | 0               | CS                 | 6                  | 0                  | TC          | 2           | 0           | 42     | 0      |
| 2023                    | Racing Club             | PD                      | 12         | 0          | CA+CdL          | 1+1             | 0               | CL                 | 4                  | 0                  | SI          | 1           | 0           | 19     | 0      |
| Totale Racing Club      | Totale Racing Club      | Totale Racing Club      | 32         | 0          |                 | 16              | 0               |                    | 10                 | 0                  |             | 3           | 0           | 61     | 0      |
| Totale carriera         | Totale carriera         | Totale carriera         | 328        | 4          |                 | 55              | 3               |                    | 41                 | 4                  |             | 6           | 0           | 430    | 11     |

### Cronologia presenze e reti in nazionale
| Cronologia completa delle presenze e delle reti in nazionale ― Argentina | Cronologia completa delle presenze e delle reti in nazionale ― Argentina | Cronologia completa delle presenze e delle reti in nazionale ― Argentina | Cronologia completa delle presenze e delle reti in nazionale ― Argentina | Cronologia completa delle presenze e delle reti in nazionale ― Argentina | Cronologia completa delle presenze e delle reti in nazionale ― Argentina | Cronologia completa delle presenze e delle reti in nazionale ― Argentina | Cronologia completa delle presenze e delle reti in nazionale ― Argentina |
| Data                                                                     | Città                                                                    | In casa                                                                  | Risultato                                                                | Ospiti                                                                   | Competizione                                                             | Reti                                                                     | Note                                                                     |
| ------------------------------------------------------------------------ | ------------------------------------------------------------------------ | ------------------------------------------------------------------------ | ------------------------------------------------------------------------ | ------------------------------------------------------------------------ | ------------------------------------------------------------------------ | ------------------------------------------------------------------------ | ------------------------------------------------------------------------ |
| 10-10-2009                                                               | Buenos Aires                                                             | Argentina                                                                | 2 – 1                                                                    | Perù                                                                     | Qual. Mondiali 2010                                                      | -                                                                        |                                                                          |
| 11-8-2010                                                                | Dublino                                                                  | Irlanda                                                                  | 0 – 1                                                                    | Argentina                                                                | Amichevole                                                               | -                                                                        | 72’                                                                      |
| 1-6-2011                                                                 | Abuja                                                                    | Nigeria                                                                  | 4 – 1                                                                    | Argentina                                                                | Amichevole                                                               | -                                                                        |                                                                          |
| 5-6-2011                                                                 | Varsavia                                                                 | Polonia                                                                  | 2 – 1                                                                    | Argentina                                                                | Amichevole                                                               | -                                                                        | 46’                                                                      |
| 14-11-2017                                                               | Krasnodar                                                                | Argentina                                                                | 2 – 4                                                                    | Nigeria                                                                  | Amichevole                                                               | -                                                                        | 80’                                                                      |
| Totale                                                                   |                                                                          | Presenze                                                                 | 5                                                                        |                                                                          | Reti                                                                     | 0                                                                        |                                                                          |

## Palmarès

### Club

#### Competizioni nazionali
- Coppa di Spagna: 1

Atlético Madrid: 2012-2013
- Campionato spagnolo: 1

Atlético Madrid: 2013-2014
- Campionato tedesco di seconda divisione: 1

Stoccarda: 2016-2017
- Supercopa Internacional: 1

Racing Club: 2022

### Nazionale
- Campionato mondiale Under-20: 1

Canada 2007